# 吕贝克火车总站

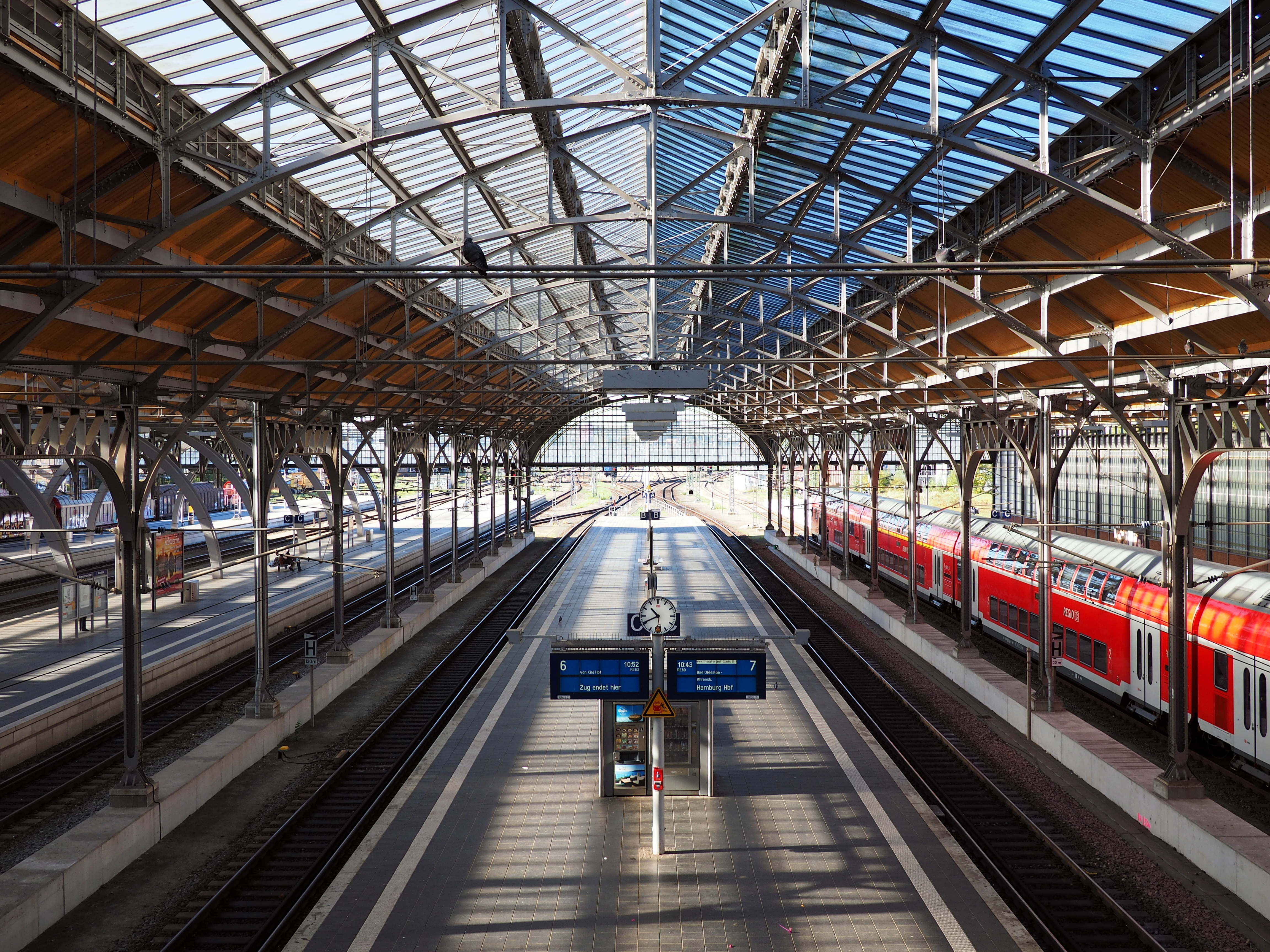
車站月台

呂北克火車總站（德語：Lübeck Hauptbahnhof）是德國石勒苏益格-荷尔施泰因州呂北克市的主要火車站，啟用於1908年；這座車站位於呂北克的西側，每天約有31,000名旅客使用此站，是什勒斯維希-霍爾斯坦州所有火車站中最繁忙的。目前的等級為二等站。